# Ernst Pulgram
Ernst Pulgram  (* 18. September 1915 in Wien; † 17. August 2005 in Irland) war ein US-amerikanischer Indogermanist, Romanist und  Linguist  österreichischer Herkunft.

## Leben und Werk
Pulgram studierte in Wien. Nach dem Anschluss Österreichs floh er in die Schweiz und ging von dort in die Vereinigten Staaten. Er machte zwei Jahre Militärdienst, erwarb 1943 die US-amerikanische Staatsangehörigkeit, studierte an der Harvard University und promovierte 1946 ebenda  mit der Arbeit The theory of proper names.

Von 1948 bis 1986 lehrte er an der University of Michigan in Ann Arbor, zuerst als Assistant Professor, ab 1951 als Associate Professor, ab 1956 als Full Professor und ab 1979 als  Hayward Keniston Distinguished Professor of Romance and Classical Linguistics. Zusammen mit Lawrence Bayard  Kiddle baute er die Romanistik aus und gründete 1949 das erste Sprachlabor.

1954 erhielt Pulgram  ein Guggenheim-Stipendium. Er war von 1978 bis 1979 Präsident der Linguistic Association of Canada and the United States (LACUS).

Pulgram war Ehrendoktor der Universität Wien.

## Werke
- Applied linguistics in language teaching, Washington, D. C. 1954
- (Hrsg.) Studies presented to Joshua Whatmough [1897-1964] on his sixtieth birthday, Den Haag 1957
- The Tongues of Italy. Prehistory and History, Cambridge, Mass. 1958, New York 1969
- Introduction to the spectrography of speech, Den Haag 1959, 1964
- Syllable, word, nexus, cursus, Den Haag 1970
- Latin-Romance phonology. Prosodics and metrics, München 1975
- Italic,  Latin,  Italian 600 B.C. to A.D. 1260. Texts and commentaries,  Heidelberg  1978
- (Hrsg.) Romanitas. Studies in romance linguistics, Ann Arbor (Mich.) 1984
- Practicing linguist. Essays on language and languages 1950-1985, 2 Bde., Heidelberg 1986–1988